# Wiek (Rügen)
Wiek település Németországban, Mecklenburg-Elő-Pomeránia tartományban. Lakosainak száma 1005 fő (2023. december 31.).

## Népesség
A település népességének változása:
| Lakosok száma | 1057 | 1045 | 1024 | 1007 | 1005 |
|               | 2017 | 2019 | 2021 | 2022 | 2023 |